# 김정숙 (1951년)
김정숙(金貞淑, 1951년 5월 13일 ~ , 경북 구미)은 대한민국의 제6대 식품의약품안전청장이다.

## 학력
- 1969년 : 이화여자고등학교 졸압
- 1973년 : 서울대학교 약학 학사
- 1978년 : 미네소타대학교 대학원 생화학 석사
- 1985년 : 워싱턴대학교 대학원 약제학 박사

## 경력
- 1994 : 한국한의학연구원 수석연구원
- 2000 : 경희대학교 동서의학대학원 겸임교수
- 2004 ~ 2006 : 식품의약품안전청장

| 전임 심창구 | 제6대 식품의약품안전청장 2004년 9월 4일 ~ 2006년 1월 31일 | 후임 문창진 |